# Pericallia bangaiensis
Pericallia bangaiensis là một loài bướm đêm thuộc phân họ Arctiinae, họ Erebidae.